# 伊琳娜·卡扎克維奇
伊琳娜·弗拉基米罗芙娜·卡扎克維奇（俄语：Ирина Владимировна Казакевич，1997年10月29日—），俄羅斯冬季兩項運動員，她代表俄羅斯奧林匹克委員會隊參加了中國舉行的2022年冬季奧林匹克運動會，並且在女子4×6公里接力比賽上獲得銀牌。